# Rozetknikmos

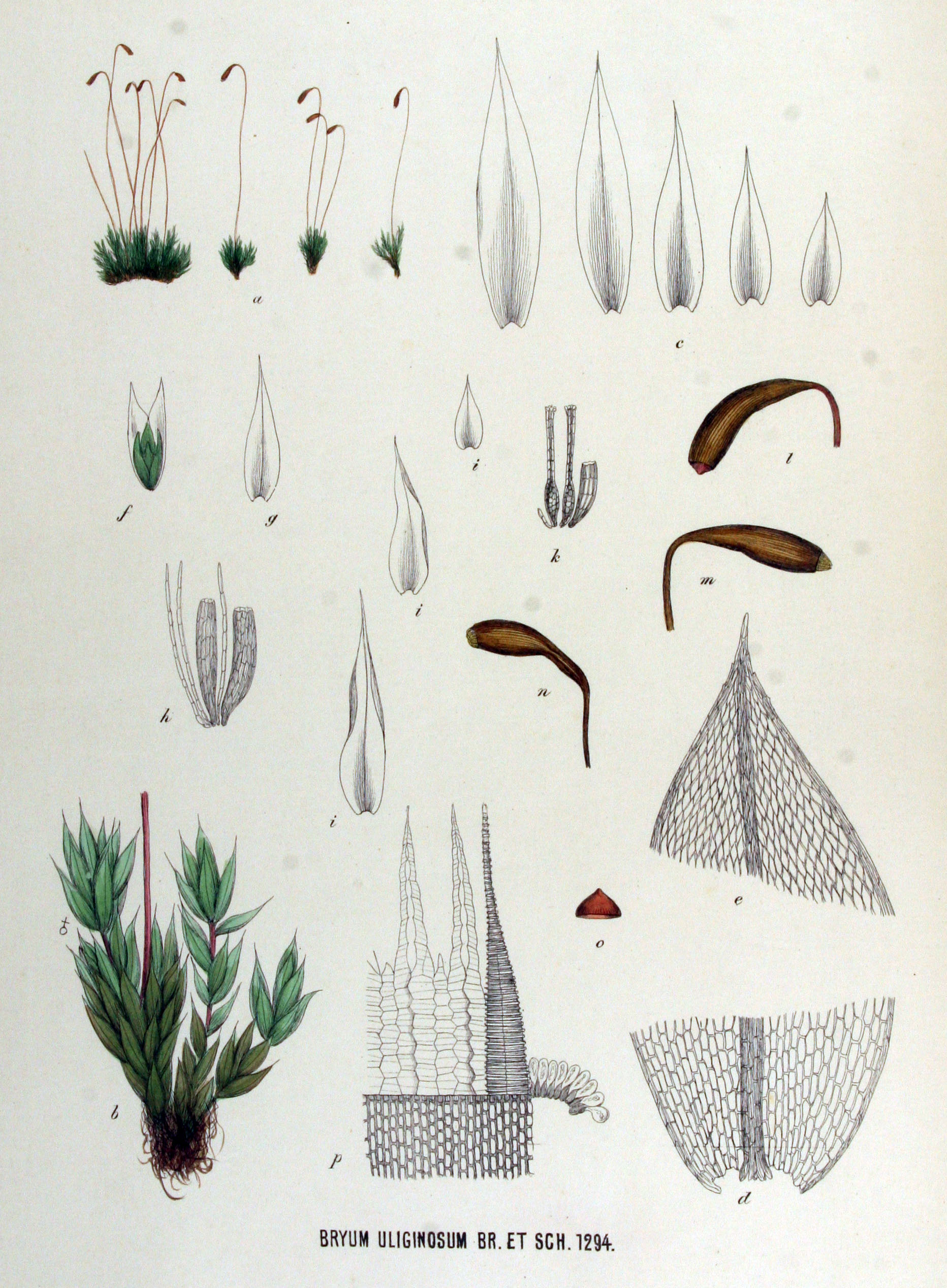
Rozetknikmos

Rozetknikmos (Bryum uliginosum) is een mossoort uit het geslacht knikmos (Bryum). Dit bladmos leeft als pendelnomade en komt voor op kale vochtige bodem op allerlei bodems.

## Determinatie
Alleen fertiel materiaal kan met zekerheid worden herkend, o.a. aan de autoecische geslachtsverdeling. Rozetknikmos kan worden verward met middelst knikmos (Bryum  intermedium) (synoecisch) en vooral met rood knikmos (Bryum pallens) (dioecisch). 

## Verspreiding
In Nederland komt rozetknikmos niet meer voor. Het staat op de rode lijst in de categorie 'afwezig'. Het staat op de Europese Rode Lijst in de categorie 'regionaal bedreigd'. Rozetknikmos is in de periode 1841-1864 verzameld op natte, basenrijke standplaatsen in het kustgebied en in de randen van de Veluwe. In de 20ste eeuw is de soort nog gevonden bij Oud-Poelgeest (1941) en Egmond-Binnen (1973).